# ميلتون إم. كلاين
ميلتون إم. كلاين (بالإنجليزية: Milton M. Klein)‏ هو مدرس ومؤرخ أمريكي، ولد في 15 أغسطس 1917 في نيويورك في الولايات المتحدة، وتوفي في 10 يونيو 2004 في هولز في الولايات المتحدة بسبب سرطان.